# Yassir Zenagui
Pour l’article homonyme, voir Abdelaziz Zenagui.
Yassir Zenagui, né en 1970 à Tanger, est un homme politique marocain. Il est ministre du Tourisme et de l'Artisanat de janvier 2010 à décembre 2011 dans le gouvernement El Fassi. N'appartenant à aucun parti, il rejoint le Rassemblement national des indépendants (RNI). Le 6 décembre 2011, le roi Mohammed VI le nomme conseiller au Cabinet royal.

## Carrière
Il fait ses études supérieures à Paris, il est ingénieur en intelligence artificielle. C'est en 1995 à la banque Société générale (Paris) qu'il commence sa carrière en tant qu'ingénieur financier (modélisation mathématique des produits dérivés de taux) puis Trader produits dérivés. Il occupe le poste de vice-président et directeur chargé de l'activité du trading à la Société générale investment banking à Londres, avant d'être nommé directeur monde du Trading Arbitrage Produits dérivés Global Finance à la Deutsche Bank de Londres. Il est également le fondateur et président de SIENNA GROUP à Londres - Fonds d'investissement touristique - afin d'accompagner la dynamique économique entre le Maroc et la place financière de Londres.
Yassir Zenagui reçoit en tant que ministre du Tourisme le « Prix International 2010 Stratégie et Innovation » pour l'élaboration de la vision 2020 du tourisme au Maroc.
En octobre 2021, son nom est cité dans les Pandora Papers.